# Hans Kuhn (officier de marine)
Pour les articles homonymes, voir Kuhn.
Hans Kuhn (né le 29 novembre 1824 à Pillau et mort le 13 juin 1891 à Charlottenbourg) est un officier de marine prussien, contre-amiral de la marine de la Confédération allemande du Nord. 

## Biographie
Kuhn s'engage dans la marine prussienne le 14 juin 1849. En tant que Leutnant zur See de 2e classe, il prend le commandement du navire-école Mercur (de) le 22 septembre 1853. En 1853, il est promu Leutnant zur See de première classe et prend le commandement de la goélette Hela. De mars 1855 à avril 1856, il commande la Schiffjungenkompanie et, à l'été 1855, devient également commandant de la corvette à voile Amazone. Le 12 janvier 1856, Kuhn est promu Korvettenkapitän, prend en charge la division de l'état-major de la flotte à Dantzig et en même temps est commandant en chef adjoint de la station navale. Il commande également le bateau à vapeur Barbarossa et continue temporairement à commander l'Amazone. 
En 1860, Kuhn devient le commandant du yacht amiral SMS Grille, puis de l'aviso Loreley, époque où il est également commandant de la division de canonnières. Le 31 mai 1862, il est promu Kapitän zur See. En 1863, il prend le commandement du voilier-école Niobe et au printemps 1864 de la corvette Vineta. Entre-temps, il est brièvement chef du commandement de la flotte. En tant que commandant d'une flottille de canonnières, Kuhn participe au combat de Rügen le 17 mars 1864 sur le Loreley. 
À l'origine pour protéger les intérêts commerciaux prussiens dans la guerre de la Triple-Alliance qui éclate en Amérique du Sud, Kuhn est envoyé au Brésil avec la corvette Vineta le 19 novembre 1865. Le Vineta navigue ensuite autour du Cap Horn, comme il est réquisitionné pour la guerre hispano-sud-américaine. Il traverse ensuite le Pacifique et est utilisé contre les pirates chinois au large de Shanghai et dans les troubles avant la guerre de Boshin. Elle retourne ensuite à Kiel, où elle arrive en octobre 1868. Avec cela, Kuhn réussi à faire le premier tour du monde par un navire de guerre prussien avec le Vineta. Déjà le 27. Il est nommé contre-amiral dès le 27 mai 1868. 
D'octobre 1868 à juillet 1870, Kuhn est en congé pour raisons de santé. Pendant la guerre franco-prussienne, il démissionne du service actif. Du 19 au 28 juillet 1870, il est d'abord chargé de gérer les affaires du directeur au sein du ministère de la Marine. Il est ensuite le représentant du directeur au ministère de la Marine, le vice-amiral Eduard von Jachmann. Le 4 avril 1871, Kuhn se voit accorder un nouveau congé et le 19 août 1871, avec l'attribution de l'Ordre de l'Aigle rouge de 2e classe avec feuilles de chêne et épées, il est libéré du service militaire avec la pension légale.